# Fernmeldenotdienst

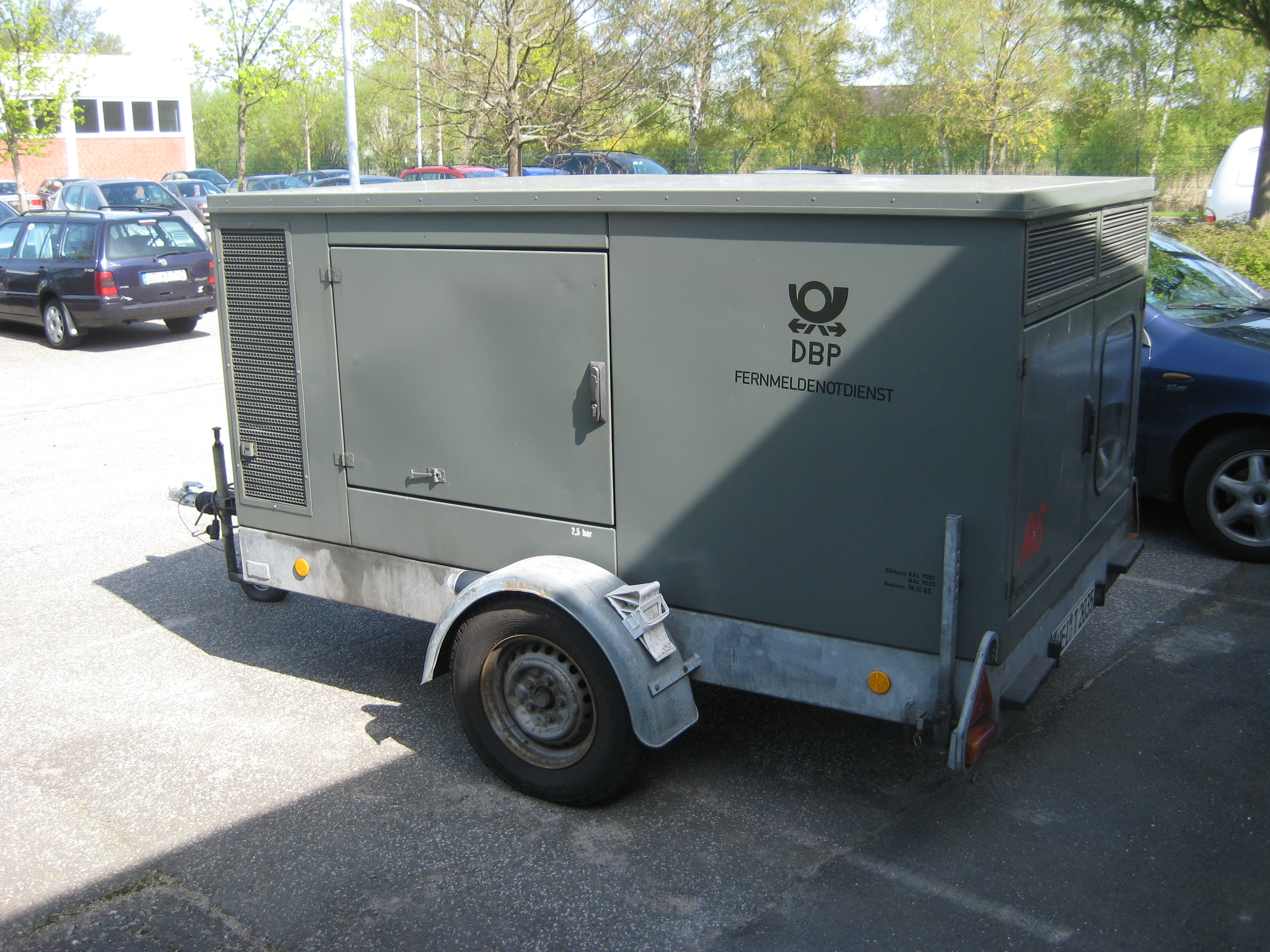
Fahrbarer Notstromgenerator

Der Fernmeldenotdienst (FND) war innerhalb der Deutschen Bundespost (später auch innerhalb der Deutschen Telekom) verantwortlich für die Fernmeldeverbindungen im Katastrophen- und Verteidigungsfall.
Für diese Aufgabe verfügte der Fernmeldenotdienst über bundesweit verteilte Lager mit umfassendem Material wie Notstromgeneratoren, Lastkraftwagen und fernmeldetechnischem Gerät. Jede Oberpostdirektion hatte mehrere Standorte in ihrem Direktionsbereich. In Nordrhein-Westfalen hatte die OPD Köln eine besondere Aufgabe: Sie musste die Handlungsfähigkeit der Bundesregierung im Notfall gewährleisten. Zwei große Fernmeldenotdiensttrupps wurden deshalb im Bereich der Fernmeldeämter Düren und Aachen eingerichtet. Zum einen in der Ortschaft Baal (51° 2' 30.67" N, 6° 16'48.69" E), zum anderen in Jülich (50° 56' 9.65" N, 6° 21'58.82" E) direkt neben der Deutschen Welle (alle inzwischen aufgelöst). Diese Ortschaften wurden gewählt, da sie abseits der im Verteidigungsfall gefährdeten Städte lagen.
1990 wurden durch den sich abzeichnenden Beitritt der DDR zur Bundesrepublik Teile des Fernmeldenotdienstes zur Deckung der großen Nachfrage nach Telekommunikation, insbesondere nach neuen Hauptanschlüssen und Ost-West-Verbindungen, verwendet: Bereits vor dem eigentlichen Vollzug der deutschen Einheit am 3. Oktober 1990 wurde zur Volkskammerwahl der DDR im März, zur Leipziger Frühjahrsmesse und zur ostdeutschen Kommunalwahl im Mai die Deutsche Bundespost Telekom mit besonderen Reserveeinrichtungen des Fernmeldenotdienstes unterstützt. Es wurden ferngeschaltete Telefonanschlüsse, Datenanschlüsse sowie Stromwege für Btx und Videokonferenzschaltungen eingerichtet. Nach der Vereinigung wurden mithilfe des Notdienstes dann zur vorübergehenden Deckung des dringenden Kommunikationsbedarfs zwischen den neuen und alten Bundesländern weitere ferngeschaltete Telefonanschlüsse, Richtfunkstrecken und 15 handbediente Sondervermittlungen am Sitz der Landesregierungen/Fernmeldeämter bereitgestellt.
Mit der Privatisierung des Fernmeldewesens und der Auflösung der Fernmeldeämter wurde der Fernmeldenotdienst in die Obhut der zuständigen Technikniederlassungen der Deutschen Telekom übergeben und unter dem Namen „Disaster Recovery Management“ (DRM) weitergeführt. Das DRM kommt heute nicht ausschließlich bei Katastrophen und Notfällen zum Einsatz, sondern auch, wenn eine Vielzahl von Kommunikationsverbindungen bereitgestellt werden müssen, wie zum Beispiel bei der Fußball-Weltmeisterschaft 2006 oder aber auch Fernsehübertragungen (etwa bei Außenübertragungen von Wetten, dass..?). Auch ist es häufig bei Großveranstaltungen zur Kapazitätserhöhungen im Mobilfunkbereich im Einsatz.